# Älteste Dryaszeit
| Serie/ (Glazial)                    | Klimastufen            | Zeitraum v. Chr.  |
| ----------------------------------- | ---------------------- | ----------------- |
| Holozän                             | Präboreal              | 9.610–8.690       |
| Pleistozän (Weichsel- -Spätglazial) | Jüngere Dryaszeit      | 10.730–9.700 ± 99 |
| Pleistozän (Weichsel- -Spätglazial) | Alleröd-Interstadial   | 11.400–10.730     |
| Pleistozän (Weichsel- -Spätglazial) | Ältere Dryaszeit       | 11.590–11.400     |
| Pleistozän (Weichsel- -Spätglazial) | Bölling-Interstadial   | 11.720–11.590     |
| Pleistozän (Weichsel- -Spätglazial) | Älteste Dryaszeit      | 11.850–11.720     |
| Pleistozän (Weichsel- -Spätglazial) | Meiendorf-Interstadial | 12.500–11.850     |
| (Weichsel- -Hochglazial)            | Mecklenburg-Phase      |                   |

Die Älteste Dryaszeit, auch Älteste Tundrazeit oder Dryas 1, ist in der Erdgeschichte Norddeutschlands die Bezeichnung für eine stratigraphische Einheit zwischen dem Meiendorf-Interstadial und dem Bölling-Interstadial des Weichsel-Spätglazials (Quartär). Die genaue Datierung ist umstritten, siehe Abschnitt "Datierungen". Der Zeitabschnitt war geprägt von einer erneuten, deutlichen Abkühlung. Vermutlich waren die Sommer nur unwesentlich kühler als im vorangegangenen Meiendorf-Interstadial, jedoch waren die Winter vermutlich kälter oder schneereicher.

## Namensgebung und Begriffsgeschichte

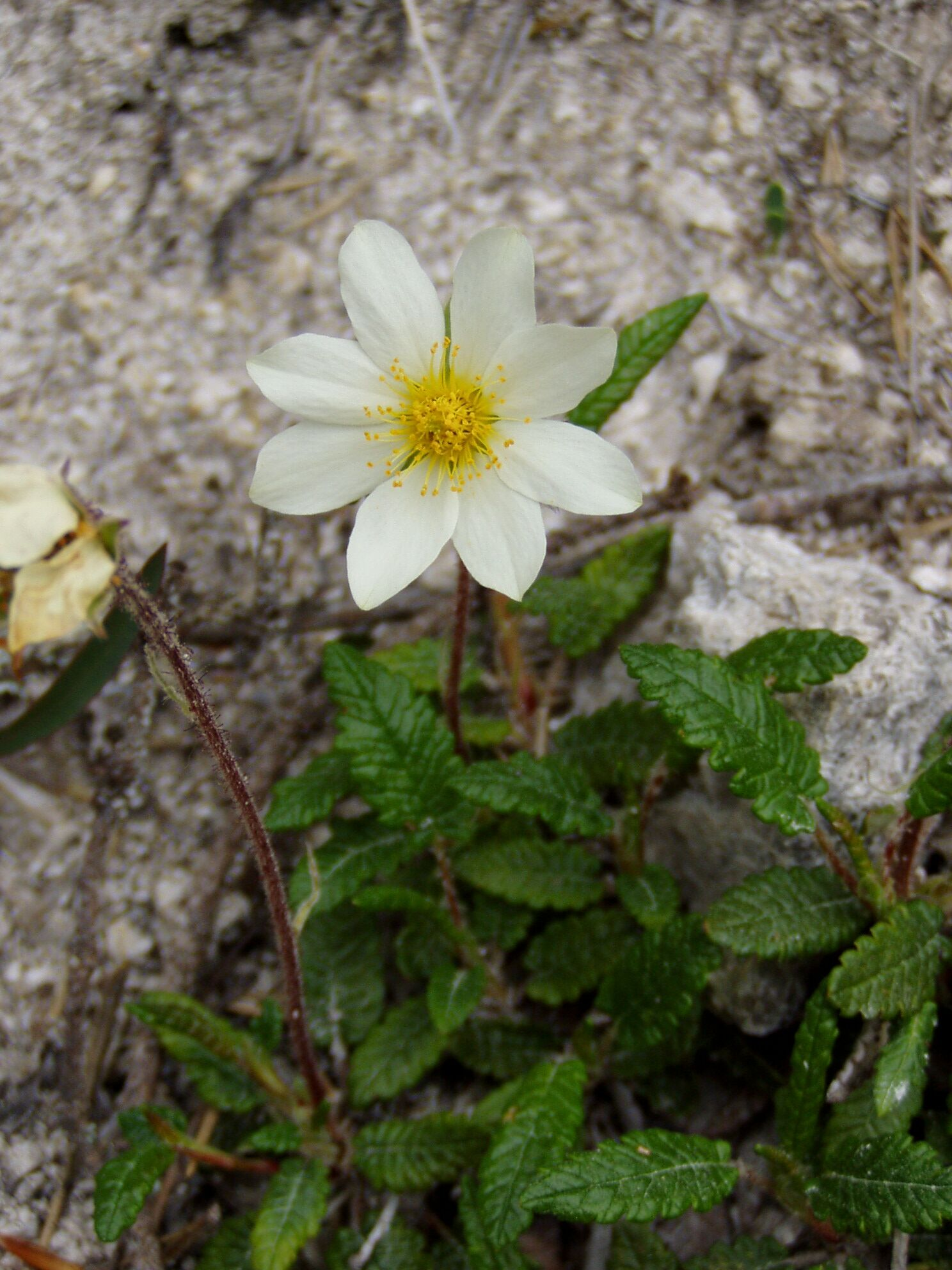
Weiße Silberwurz (Dryas octopetala) in den Alpen

Der Name wurde von Johannes Iversen 1942 für eine kühlere Phase des Weichsel-Spätglazials zwischen dem ersten etwas wärmeren Meiendorf-Interstadial und dem deutlich wärmeren Alleröd-Interstadial geprägt. Er ist vom botanischen Gattungsnamen Dryas abgeleitet, dem wissenschaftlichen Namen für die Silberwurzen. In späteren Publikationen bezeichnete er diese Phase auch als Daniglacial tundra period oder earliest tundra period.

## Definition
Die Älteste Dryaszeit wurde von Johannes Iversen im Typusprofil Bølling Sø ohne Untergrenze definiert. Burchard Menke bezeichnet später dieses Maximum an Nicht-Baumpollen als Ältere Tundrazeit.

## Stratigraphie und Korrelation

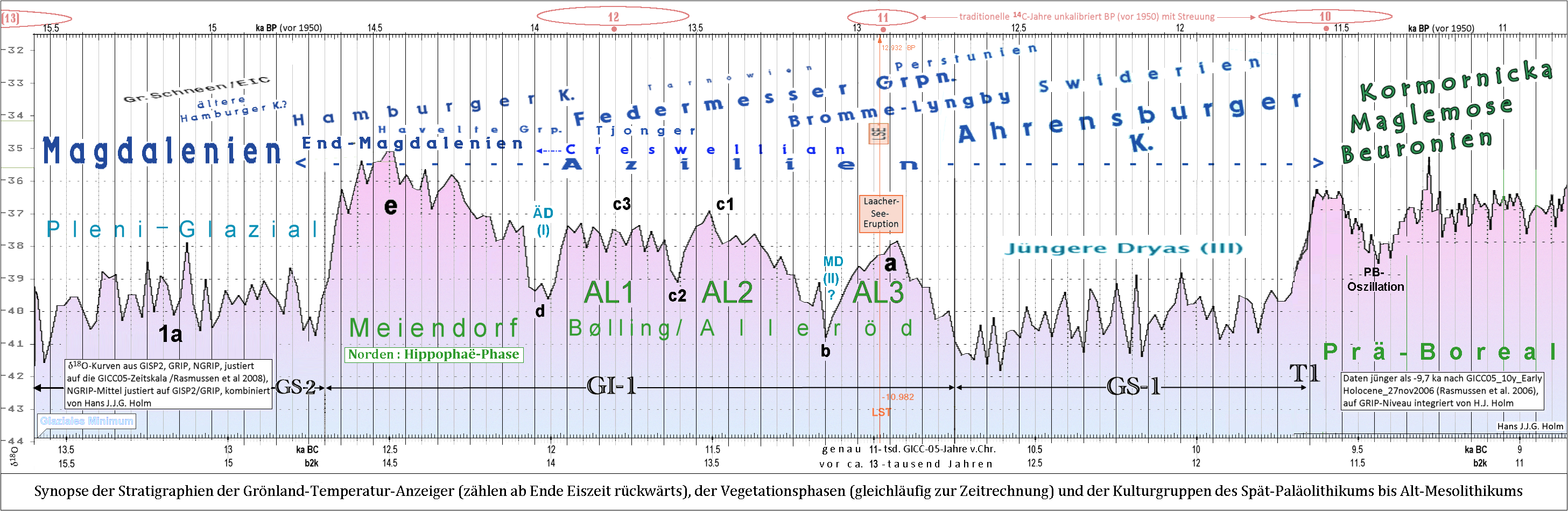
Endglazial - Eiskerndaten mit Kulturen

Die Älteste Dryaszeit folgt im norddeutschen Raum auf das Meiendorf-Interstadial; ihr schließt sich das Bölling-Interstadial an. Sie ist damit äquivalent zum Grönland-Interstadial 1d (GI-1d).
In Süddeutschland wird sie auch als Aegelsee-Schwankung bezeichnet. In Nordamerika und im Nordatlantikraum wird die Älteste Dryaszeit jedoch als Ältere Dryaszeit angesehen bzw. als IBCP (engl. Inter Bölling Cold Phase) abgekürzt (im Raum um Norwegen BCP II - Bölling Cold Phase II).
Die Älteste Dryaszeit emtspriche nach Hoek (1997) der Pollenzone 1c.

## Datierung
Die Datierungen variieren je nach Untersuchungsgebiet und Methodik erheblich. Das Geozentrum Hannover datiert diese Klimaphase auf 13.860 bis 13.730 cal BP (kalibrierte Kalenderjahre) bzw. 11910 bis 11780 v. Chr. Thomas Litt et al. (2007) datierten die Älteste Dryaszeit nach der Warvenzählung im Meerfelder Maar auf vor 13.800 Warvenjahren Before Present (BP) bis 13.670 Warvenjahre BP, das heißt 11.850 bis 11.720 v. Chr. Lowe u. a. (2008) geben 12075 bis 11954 v. Chr.  Van Raden u. a. (2012) erschließen aus Warvenzählungen im schweizerischen Gerzensee den Zeitraum 12094 bis 11958 v. Chr.

## Vulkanismus
Kleinere Eruptionen ereigneten sich um 13.700 ± 1.600 Jahre BP am Puy Tartaret im Süden der Chaîne des Puys im französischen Zentralmassiv und auch am Puy de Côme kam es zu Ausbrüchen.

## Umweltparameter
Während der ältesten Dryas fand ein starker Meeresspiegelanstieg statt, der durch den Schmelzwasserpuls 1A verursacht wurde.

### Sauerstoffisotopen
Gegenüber den sie eingrenzenden Warmphasen (Meiendorf-Interstadial und Bölling-Interstadial) weist die Älteste Dryaszeit um 2 ‰ niedrigere δ18O-Werte auf, mit einem Minimum bei - 40 ‰ SMOW (VPDB).

### Temperaturen
Anhand von Coleoptera fanden Atkinson u. a. (1987) in Großbritannien im Vergleich zu den Werten im Meiendorf-Interstadial einen Temperaturrückgang in den Sommerdurchschnittstemperaturen von 2,5 °C (von 16,5 auf 14 °C). Ähnlich hatten auch
Van Geel u. a. (1989) für die Niederlande einen Rückgang der Sommertemperaturen um bis zu 4 °C während der Ältesten Dryaszeit ermittelt.

## Vegetationsentwicklung
Die Älteste Dryaszeit ist gekennzeichnet durch ein Nicht-Baumpollen-Maximum nach dem Hippophaë-Maximum (Sanddorne) am Ende des Meiendorf-Interstadials. Die Pflanzengemeinschaft deutet auf eine Steppentundra hin.
Der Kälteeinbruch führte zu einer Auflichtung der im Meiendorf-Interstadial herangewachsenen Birkenwälder, erkennbar am starken Rückgang der Birkenpollen und am generellen Anwachsen der Nicht-Baumpollen wie beispielsweise Gräser, Sauergrasgewächse (Cyperaceae), Süßgräser (Poaceae), Beifuß (Artemisia) mit einem absoluten Maximum, Dorniger Moosfarn (Selaginella selaginoides), Labkräuter (Galium), Schachtelhalme (Equisetum), Sonnenröschen (Helianthemum), an Feuchtstandorten aquatile Pflanzen wie Ähriges Tausendblatt (Myriophyllum spicatum), Fieberklee (Menyanthes),  Laichkräuter (Potamogeton),  sowie als Anzeiger für Bodeninstabilität Ampfer (Rumex) und Spitzwegerich (Plantago). Kiefern breiten sich jetzt stärker aus und Weiden (insbesondere Zwergweiden) und Wacholder sind Teil des absoluten Strauchmaximums.
Die Obergrenze der Ältesten Dryaszeit und damit die Untergrenze des Bölling-Interstadials bildet ein erneuter, markanter Anstieg der Pollen von Baumbirken und ein starker Rückgang der Pollen von Sonnenpflanzen (Heliophyten).

## Kulturgeschichte
Unter den Kulturen der ausgehenden Altsteinzeit können während der Ältesten Dryaszeit mehrere regionale Traditionen unterschieden werden. So hatten sich in Dänemark und in Südschweden die Federmesser-Gruppen (12000 bis 10800 v. Chr.) etabliert, die vorwiegend Rentiere bejagten. Schon vor Beginn der Ältesten Dryaszeit hatte sich im norddeutschen Tiefland die Hamburger Kultur (13500 bis 11100 v. Chr.) mit der Havelte-Untergruppe (ab 13000 v. Chr.) herausgebildet. In Süddeutschland und im Pariser Raum bestand weiterhin das Magdalenien (16000 bis 8000 v. Chr.), in Italien und in Osteuropa das Epigravettien. In der Levante entstand das Natufien (12300 bis 10200 v. Chr.), eine  protoagrarische Kulturstufe, die auf der Nutzung wilder Getreidearten wie beispielsweise Emmer und zweireihige Gerste beruhte.